# Bacillariophyceae
A Bacillariophyceae a kovamoszatok (Diatomeae) egyik osztálya.

## Történet
Eredetileg a kovamoszatok kládjával (Diatomeae) azonos csoport volt. Azonban a kovamoszatokat ismert és feltételezett diverzitásuk miatt 2019-től több osztályra osztották, így a Bacillariophyceae a kovamoszatok egyik osztálya a Mediophyceae és a Biddulphiophyceae mellett a Bacillariophytina kládon belül, ezenkívül további magasabb szintű kovamoszatkládokat is létrehoztak, mint például az Ellerbeckiophytina vagy a Leptocylindrophytina kládokat.

## Genetika
A Pseudo-nitzschia nemzetség 13 faját szekvenálták, ezek alapján annak fajai genomja jelentősen eltérő hosszú: például a Pseudo-nitzschia multiseries magi genomja shotgun-szekvenálás alapján 252,35 Mbp, és 11 kromoszómája van. Ezzel szemben a hozzá hasonlóan szintén 11 kromoszómával rendelkező Pseudo-nitzschia delicatissima genomja jóval kisebb – 34,06 Mbp –, a 12 kromoszómás Pseudo-nitzschia pungens genomja a kettő között van, 67,11 Mbp. A különbség nagy részét az ismétlődések, különösen az LTR retrotranszpozonok eltérő aránya adja.
A P. pungens 15 472, a P. delicatissima 14 375, a P. multiseries 18 649, a P. multistriata 12 008 fehérjekódoló génnel rendelkezik. Egy korábbi P. multiseries-kultúra a 2024-ben szekvenáltnál rövidebb genommal rendelkezik (219 Mbp), de több (19 703), átlagosan rövidebb (1522 bp) fehérjekódoló génnel rendelkezett.

## Filogenetika
3 kládja van, ezek a Striatellaceae, a Fragilariophycidae és a Bacillariophycidae, egyetlen feltehetően parafiletikus csoportja az Urneidophycidae.
A Pseudo-nitzschia mérgező algavirágzásokat okozó fajai ptDNS-filogenetika alapján nem közeli rokonok.

## Biokémia
A Nitzschia palea exopoliszacharidjai 7,971% glükózt, 2,722% talózt, 10,902% galaktózt, 4,546% mannózt, 21,169% xilózt, 7,985% ribózt, 0,787% arabinózt, 1,146% gulózt, 14,553% lixózt, 10,059% altrózt, 1,038% ramnózt, 0,035% fruktózt, 0,032% allózt és 3,456% fukózt tartalmaznak.

## Morfológia
Lánc- és kolóniaképző, valamint egysejtű fajai egyaránt vannak. Csövei általában kétpólusúak, és tengely menti borda mellett kétoldali szimmetriájú mintát alkotnak. Rimoportulával rendelkező fajaiban egy vagy kettő rimoportula van csövenként, de ezeket kísérhetik (vagy felválthatták) a mozgásban részt vevő speciális nyílások („raphe”). Perizóniuma általában 2 különböző sorozatra (transzverzális, longitudinális) osztható.
Általában kevés (1–5, a Bacillariophycidae kládban 1–2) nagy kloroplasztisza van, de vannak számos kis plasztisszal rendelkező fajai is.
Egyes fajai – például a Skeletonema és Minidiscus nemzetségekben – a tengeri pikoplankton részei.

## Szaporodás
Ivaros szaporodása gametangiogámiás izogámia (azonos méretű, de alkalmanként viselkedésbeli vagy morfológiai különbségekkel rendelkező ivarsejtekkel történő) vagy kissé eltérő ivarsejtméretek által jellemzett anizogámia (például Fragilariophycidae).

## Jelentőség

### Orvosi jelentőség
A N. palea sikláskor használt exopoliszacharidjai rák ellen használhatók lehetnek, mert in vitro képesnek bizonyultak a humán tüdő-adenokarcinóma sejtjeit elölni: 15,625 μg/ml 14,58%-ot ölt el, 250 μg/ml 81,96%-ot. IC50-értéke 62,64 μg/ml (humán tüdő-adenokarcinóma, A549).
A N. palea által termelt szerves vegyületek emellett gyulladáscsökkentő hatásúak is lehetnek (IC50: 93,5 μg/ml), mivel csökkentik a gyulladásserkentő citokinek, a nitrogén-monoxid, az interleukin-6, a tumornekrózis-faktor α és a PGE2 hatását.

### Mérgező algavirágzások
A Pseudo-nitzschia 2024-ig azonosított 60 fajából 26-ról ismert, hogy toxint hozhat létre.

## Fordítás
Ez a szócikk részben vagy egészben  a   Bacillariophyceae című angol Wikipédia-szócikk ezen változatának fordításán alapul.  Az eredeti cikk szerkesztőit annak laptörténete sorolja fel. Ez a jelzés csupán a megfogalmazás eredetét és a szerzői jogokat jelzi, nem szolgál a cikkben szereplő információk forrásmegjelöléseként.